# Набта-Плая

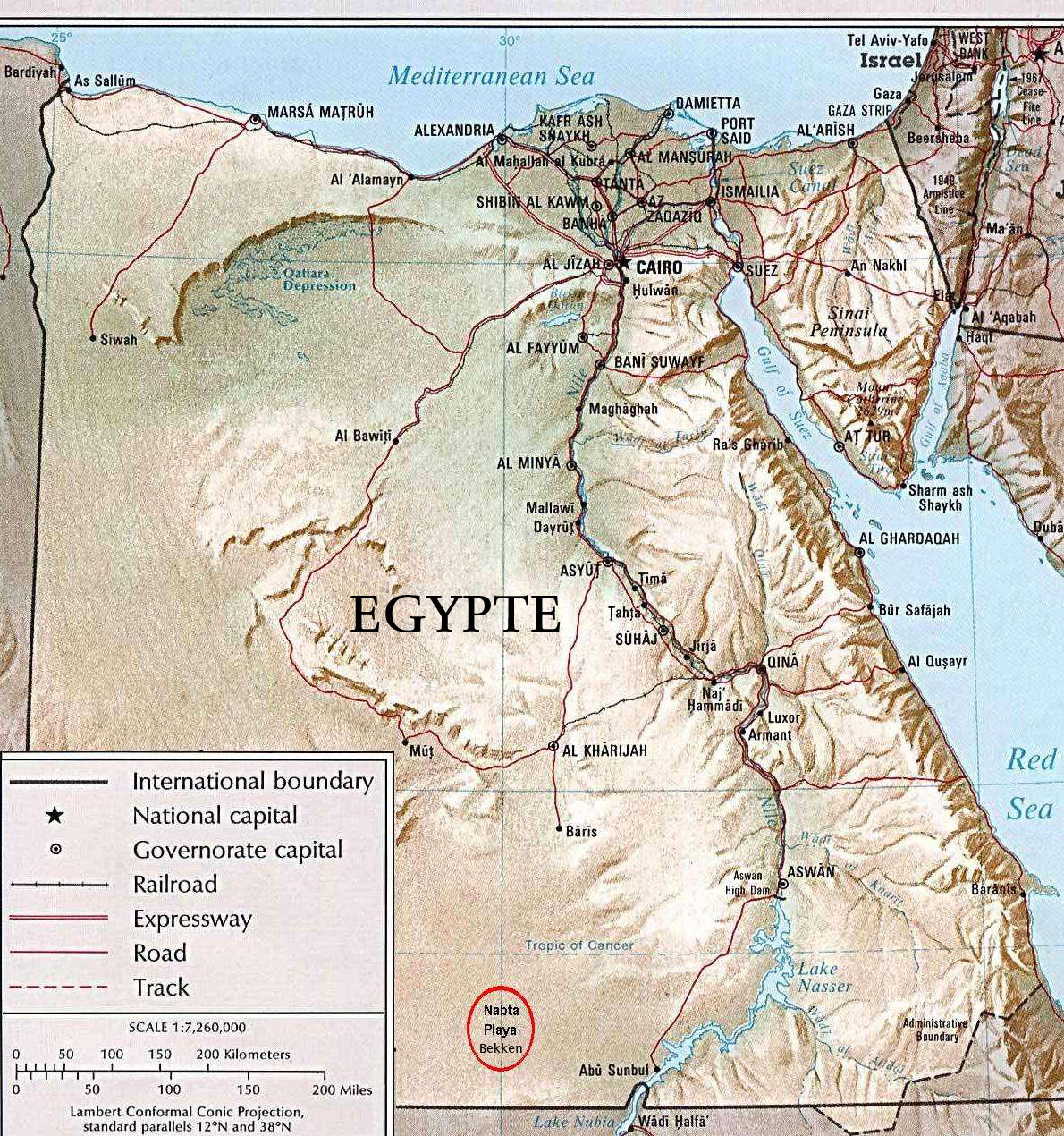
Набта-Плайя: местонахождение на карте Египта отмечено красной окружностью в нижней части

На́бта-Пла́я, Набта-Плайя, (англ. Nabta Playa) — археологический объект во впадине на месте высохшего озера в Нубийской пустыне, на трассе древнего караванного пути из Абу-Симбела в оазис Бир-Ксейба и далее в Центральную Африку. Расположен примерно в 100 км к западу от Абу-Симбела и в 800 км к югу от Каира. Культурные слои охватывают промежуток от позднего палеолита (7300 до н.э.) до раннего неолита (4000 до н.э.) Системно обследован археологами Вендорфом (Fred Wendorf) и Шильдом (Romuald Schild) в рамках комплексной археологической экспедиции 1974—1977 годов.

## Этимология названия
- Набта ( نبتة , Nabta) - на языке местных бедуинов «посевы»
- Плайя, от исп. playa — в исходном значении пляж часто используется в испанских и латиноамериканских топонимах (ср. Плайя-Бланка, Плайя-Хирон и пр.). В англоязычных работах по археологии геологическое определение «пляжа» (playa), как места близ воды, сформированного осадочными породами, было перенесено на впадины, образовавшиеся на местах высохших древних озёр.

## Исторический обзор
В плейстоцене, около 25 тыс. лет назад, климат в Нубийской пустыне стал суше, и луга превратились в пустынный ландшафт, непригодный для жизни людей. С переходом к голоцену и перемещением зоны муссонов на север климат стал существенно более влажным.
Благодаря повышению количества осадков пригодными для жизни стали и такие низменности, как Файюм, область Набта с большим количеством наносного грунта, а также оазис Бир-Ксейба. Негроидное население мигрировало вниз по Нилу и далее с 10 тыс. до н. э. расселилось по восточной Сахаре.
С 7 тысячелетия до н. э. в этих местах отмечаются крупные поселения с высокой степенью социальной организации. В Набте обнаружена также керамика, наиболее ранние образцы которой относятся к 6 тыс. до н. э., украшенная сложным цветным орнаментом и напоминающая по стилю керамику долины Нила близ Хартума. Археологические находки указывают на то, что уровень общественной организации здесь был выше, чем в долине Нила.
В 6 тыс. до н. э. развивается доисторический культ или религия с жертвоприношениями крупного рогатого скота, который погребался в камерах, покрытых камнями. Остаётся предметом дискуссий, повлиял ли данный культ на более поздний культ египетской богини Хатхор.

## Мегалитические сооружения

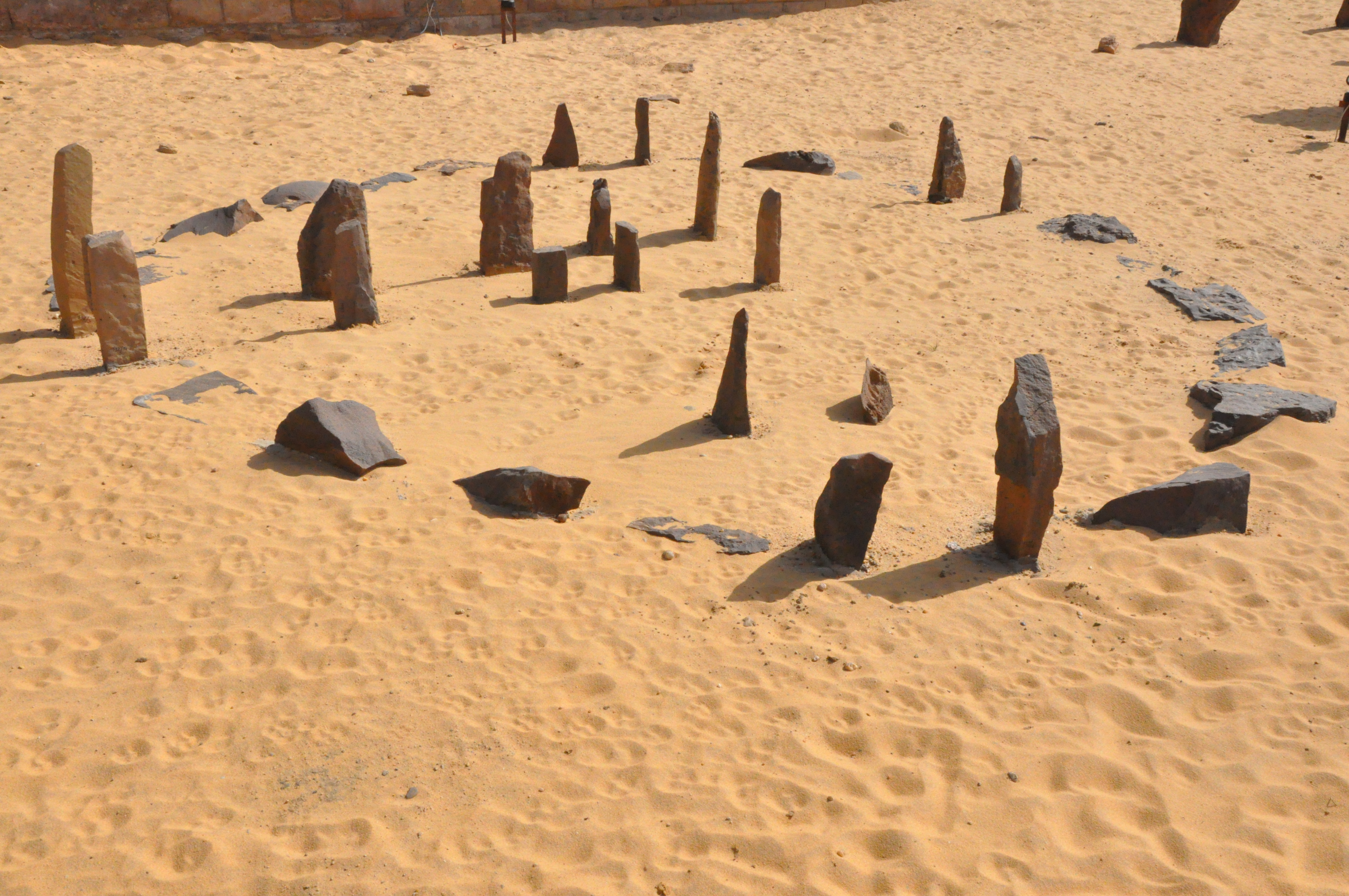
«Календарный круг» из Набты в реконструкции Асуанского Нубийского музея

В Набте обнаружено несколько древнейших археоастрономических памятников — мегалитических композиций. В зависимости от предполагаемой ориентации отдельных камней на Сириус и другие яркие звёзды, время возможного сооружения этих объектов варьируется в широких пределах между 4 и 6 тысячелетием до н.э.
По археологическим данным, на протяжении голоцена было несколько периодов, когда впадина заполнялась водой и на берегах озера располагались поселения охотников. В более ранние времена эти стоянки были сезонными. В позднейшие времена здесь возникают уже постоянные поселения, оборудованные колодцами. Наблюдения за дневными и ночными светилами и изучение закономерностей их движения играло в жизни первобытных людей важную роль для пространственной навигации задолго до перехода к систематическому земледелию. Так, месторождения кремня, а также агата и халцедона, из которых изготовлена основная масса микролитов, найденных в Набте, находилось в 75 км от озера.